# Leptoctenus byrrhus
Leptoctenus byrrhus là một loài nhện trong họ Ctenidae.
Loài này thuộc chi Leptoctenus. Leptoctenus byrrhus được Eugène Simon miêu tả năm 1888.